# Bao Yingying
Bao Yingying (chiń. 包盈盈; pinyin Bāo Yíngyíng; ur. 6 listopada 1983 w Qidong) – chińska szablistka, wicemistrzyni olimpijska, dwukrotna medalistka mistrzostw świata. 
Podczas igrzysk olimpijskich w Pekinie w 2008 roku reprezentacja Chin w składzie: Bao Yingying, Huang Haiyang, Ni Hong i Tan Xue zdobyła srebrny medal w zawodach drużynowych. W rywalizacji indywidualnej zajęła szóstą pozycję. Były to jej jedyne starty olimpijskie.
Na mistrzostwach świata w Hawanie w 2003 roku razem z Huang Haiyang, Zhang Ying i Tan Xue zdobyła drużynowo srebrny medal. W tej samej konkurencji zdobyła także brązowy medal podczas mistrzostw świata w Antalyi w 2009 roku, gdzie Chinki wystartowały w składzie: Bao Yingying, Li Fei, Ni Hong i Chen Xiaodong.
Wywalczyła również złote medale drużynowo na igrzyskach azjatyckich w Pusan w 2002 roku oraz podczas igrzysk azjatyckich w Kantonie w 2010 roku. Kilkukrotnie zdobywała także medale mistrzostw Azji, w tym złoty drużynowo na MA w Bangkoku (2008) oraz srebrne indywidualnie podczas MA w Bangkoku (2001), MA w Kota Kinabalu (2005) i MA w Nantong w (2007).
Zdobyła srebrny medal letniej uniwersjady w Belgradzie w turnieju indywidualnym szablistek.